# Czekaj (województwo łódzkie)
Czekaj – wieś w Polsce położona w województwie łódzkim, w powiecie poddębickim, w gminie Uniejów.
8 września 1939 żołnierze Wehrmachtu zamordowali 19 osób a wieś prawie całkowicie spalili.
W latach 1975–1998 miejscowość administracyjnie należała do województwa konińskiego.